# کیتلین بلک
کیتلین بلک (متولد ۲۹ ژوئیه ۱۹۸۳) یک هنرپیشه آمریکایی است که به خاطر بازی در نقش «آنابث ناس» در سریال کمدی-درام CW ، هارت آو دیکسی شناخته می‌شود.

## زندگی و حرفه
بلک در کوپلی، اوهایو بزرگ شد و در سال  از دبیرستان ریور در ریچفیلد، اوهایو فارغ التحصیل شد. او در سال 2005 با مدرک لیسانس هنر در تئاتر از دانشگاه ایالتی کنت فارغ التحصیل شد. وی از کلاس ششم در تئاترهای موزیکال و ... بازی می‌کرد و قبل از آن نیز در موسیقی جاز، تپ و باله(رقص) شروع به رقصیدن کرده بود.
بلک در سریال درام پزشکی هارت دیکسی در کنار ریچل بیلسون نقش یک دختر خوشگل جنوبی را بازی کرد. این سریال در سپتامبر 2011 در شبکه CW عرضه شد.

## فیلم شناسی
| سال       | عنوان                   | نقش              | یادداشت                               |
| --------- | ----------------------- | ---------------- | ------------------------------------- |
| 2006      | شناورها                 | اریکا اپلتون     | 3 قسمت                                |
| 2008      | ارز                     | دختر جدید        | فیلم                                  |
| 2009      | بوروکراسی               | پاتریشیا         | فیلم                                  |
| 2009      | مورد سرد                | بتی جو هندرس 44  | 1 قسمت                                |
| 2011      | چراغ راهنمایی و رانندگی | صندوقدار         | 1 قسمت                                |
| 2011      | امید فزاینده            | زوئی             | 2 قسمت                                |
| 2011      | چگونه یک جنتلمن باشیم   | طبیتا            | 1 قسمت                                |
| 2011      | روشن فکر                | هالی             | 1 قسمت                                |
| 2011      | هالیوو                  | اتاق VIP Hôtesse |                                       |
| 2011–2015 | هارت دیکسی              | آنابث ناس        | تکراری، فصل 1-2; سریال معمولی فصل 3-4 |
| 2013      | افسر داون               | اولیویا          | فیلم                                  |
| 2016      | NCIS: نیواورلئان        | جودی براون       | 1 قسمت                                |
| 2017      | بچه دار شده             | کریستین          | فیلم تلویزیونی                        |
| 2018      | پدر مجرد قاتل           | جنیفر            | فیلم تلویزیونی                        |

## لینک های خارجی
- کیتلین بلک در بانک اطلاعات اینترنتی فیلم‌ها (IMDb)